# Enigma-D

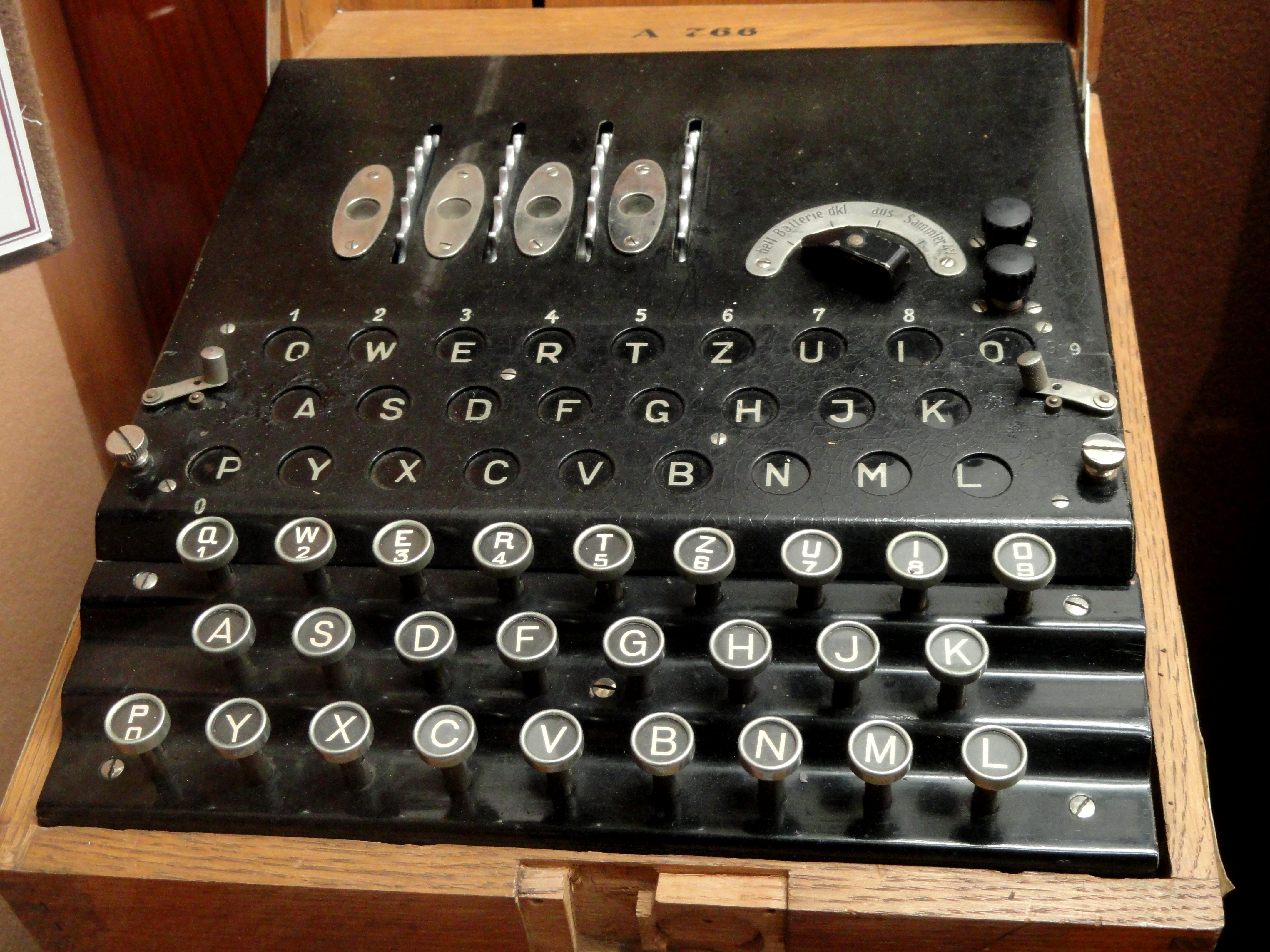
Oben die vier einstellbaren Walzen (ganz links die Umkehrwalze), darunter die Anzeigelampen und die Tastatur

Bei der Enigma-D (auch: Enigma D oder Enigma Modell D) handelt es sich um ein frühes Modell der Rotor-Schlüsselmaschine Enigma ab dem Jahr 1926.

## Geschichte
In der langen Geschichte der unterschiedlichen Enigma-Modelle war die im Jahr 1926 eingeführte Enigma-D chronologisch gesehen das sechste Modell (siehe auch: Stammbaum der Enigma unter Weblinks). Wie ihr direktes Vorläufermodell, die Enigma-C, war die Enigma-D eine „Glühlampenmaschine“, nutzte also zur Ausgabe Glühlampen (und keine Typenhebel wie die sogenannte „Handelsmaschine“ von 1923 und die „Schreibende Enigma“ von 1924).
Die Enigma-D diente japanischen Kryptographen als Vorbild für einen in Japan entwickelten Enigma-Nachbau (San-shiki Kaejiki). Im Jahr 1939 wurde die Fertigung der Enigma-D eingestellt.

## Aufbau
Im Vergleich zur Enigma-C wies die Enigma-D eine Reihe von praktischen und kryptographischen Verbesserungen auf.
Die Umkehrwalze (UKW), die beim Modell C noch fest eingesetzt wurde, konnte bei der Enigma D, ähnlich wie ihre drei rotierenden Walzen, auf eine von 26 unterschiedliche Stellungen (A–Z) manuell eingestellt werden. Die UKW war also „setzbar“, rotierte allerdings beim Schlüsselvorgang nicht mit. Die rotierenden Walzen befanden sich nun auf einer herausnehmbaren Achse. Dies erlaubte es, die „Walzenlage“, also die Reihenfolge der drei rotierenden Walzen innerhalb des Walzensatzes, auf einfache Weise zu verändern. Bei drei Walzen gab es nun 3·2·1 = 6 mögliche unterschiedliche Walzenlagen. All dies erhöhte die kombinatorische Komplexität der Maschine und stärkte die Verschlüsselung. Der Schlüsselraum der Enigma-D ergibt sich als Produkt der 6 Walzenlagen und den 264 unterschiedlichen Walzenstellungen (für UKW und die drei rotierenden Walzen) zu 6 × 439.400 = 6 × 25 × 26^3 = 2.636.400 oder etwa 21 bit. Die Kerbe sitzt bei den drei Rotoren der Enigma D noch jeweils direkt am Rotorkörper, weshalb ihre Position relativ zur Rotorinnenverdrahtung nicht geändert werden konnte. Eine Ringstellung, die dies ermöglichte, wurde erst beim Nachfolgemodell Enigma K realisiert. Dort waren erstmals die Kerben direkt am verstellbaren Buchstabenring angebracht. Das erhöhte den Schlüsselraum dann um Faktor 676 bzw. um etwa 10 bit. Bei der Enigma D dienten die verstellbaren Buchstabenringe nur der Verwirrung Unbefugter. Eine Erhöhung des Schlüsselraumes bewirkten sie hier jedoch noch nicht.  Die genaue Verdrahtung der Walzen ist im Kapitel Walzenverdrahtung des Artikels über die Enigma-Walzen angegeben.
Tasten und Lampen wurden in der auch damals für Schreibmaschinen und einer der heute für Tastaturen üblichen QWERTZU-ähnlichen Belegung angeordnet. Nur die Buchstaben P und L waren abweichend zu QWERTZU an die Ränder der unterste Reihe verschoben. Die oberste Zeile entsprach gleichzeitig den Ziffern von 1(Q) bis 9(O), das P entsprach der 0. Mit Ausnahme des Vorläufer-Modells C und der später folgenden Enigma-Z hatten viele Enigma-Modelle diese Anordnung für Tasten und Lampen.
```
 Q   W   E   R   T   Z   U   I   O
   A   S   D   F   G   H   J   K
 P   Y   X   C   V   B   N   M   L

```